# Реал Сан-Томе и Принсипи
Реал Сан-Томе и Принсипи (порт. Real) — денежная единица португальского владения Сан-Томе и Принсипи в 1868—1914 годах.

## История
В 1813—1825 годах периодически чеканились медные монеты в 20, 40 и 80 реалов.
Первыми бумажными деньгами Сан-Томе были билеты правительства колонии. На основании декрета от 4 декабря 1867 года билеты провинциального выпуска были изъяты из обращения, их обмен производился в соотношении: 100 бумажных провинциальных реалов = 75 португальских реалов.
1 января 1868 года в Сан-Томе открылось агентство Национального заморского банка. Первоначально агентство выпускало в обращение банкноты агентства в Луанде с надпечаткой «Pagável na Agência de S.Thomé». В 1891 году агентство начало выпуск собственных банкнот.
Декретом правительства Португалии от 18 сентября 1913 года № 141 с 1 января 1914 года на португальские колонии (Кабо-Верде, Португальская Гвинея, Сан-Томе и Принсипи, Ангола и Мозамбик) было распространено действие декрета от 22 мая 1911 года о введении вместо реала новой денежной единицы — эскудо (1000 реалов = 1 эскудо). Банкноты в реалах продолжали использоваться в обращении и постепенно заменялись денежными знаками в эскудо и сентаво.

## Банкноты
Выпускались банкноты:
- отделения Национального заморского банка в Луанде с надпечаткой «Pagável na Agência de S.Thomé» — 5000, 20 000 реалов,
- агентства Национального заморского банка в Сан-Томе — 1000, 2000, 2500, 5000, 10 000, 20 000, 50 000 реалов[2].